# Paul Moreau-Vauthier
Pour les articles homonymes, voir Moreau-Vauthier, Moreau et Vauthier.
Cet article possède un paronyme, voir Paul Moreau.
Gabriel Jean Paul Moreau, dit Paul Moreau-Vauthier, né le 26 novembre 1871 à Paris (6e arrondissement) et mort le 2 février 1936 à Poitiers, est un sculpteur français.

## Biographie
Né dans le 6e arrondissement de Paris (Seine), il est le fils du sculpteur Augustin Jean Moreau et de Marie Louise Suzanne Vauthier.
Il se marie à Paris, le 12 juin 1915 avec Alice Maria Missoux. Veuf, il se remarie à Saint-Cloud, le 30 septembre 1925 avec Christiane Eléonore Edmée Misset.

### Première Guerre mondiale
Le 21 août 1914, il est mobilisé comme soldat au service des Garde-Voies et Communications (GVC), puis demande à partir au front. Le 8 novembre 1914, il est affecté dans l'infanterie. Il est promu officier en novembre 1915.
Il est blessé durant la bataille de Verdun, le 12 juin 1916 : 

« Mobilisé comme soldat GVC, est venu volontairement au front, s'est dépensé sans compter depuis le début de la campagne et a toujours fait preuve d'une énergie remarquable. Blessé, n'a quitté la ligne de feu que plusieurs heures après et sur l'ordre formel de ses chefs. »

### Après guerre
Ancien poilu de Verdun, Paul Moreau-Vauthier conçoit de nombreuses œuvres liées à la Première Guerre mondiale, dont les bornes Vauthier.
Il vit hameau Boileau (16e arrondissement de Paris).
Il est mortellement blessé le 2 février 1936  dans un accident de voiture à Ruffigny près de Niort. Hospitalisé, il meurt à Poitiers et est inhumé à Paris au cimetière du Père-Lachaise (14e division), près de son frère, le peintre Charles Moreau-Vauthier.

## Les bornes Vauthier
Les bornes du front, appelées à tort « bornes Vauthier » furent érigées entre 1921 et 1927 afin de matérialiser la ligne de front telle qu'elle était le 18 juillet 1918, au début de la dernière grande offensive de la Première Guerre mondiale. 240 bornes furent envisagées, de la Mer du Nord à la frontière suisse, entre Nieuport en Belgique et Moosch près d'Altkirch et Belfort à la frontière franco-suisse. Les fonds recueillis ne permirent d'en installer que la moitié.
En 2009, il ne reste que 97 bornes, dont certaines sont endommagées : Hartmannswillerkopf, Ville-sur-Tourbe, Vrigny, etc., sur les 120  initiales. Le prototype de ces bornes se trouve encore dans le jardin de l'ancienne demeure de Moreau-Vauthier à Boulogne-Billancourt.
Une partie importante de l'œuvre de Paul Moreau-Vauthier est constituée de monuments aux morts et de monuments commémoratifs. Certains ont été détruits par les Allemands durant la Seconde Guerre mondiale dans le même esprit avec lequel ils ont pillé la demeure de l'artiste en juin 1942.

## Œuvres

### EnFrance
- Bischwiller : Monument aux morts.
- Calais : Monument aux morts.
- Chalon-sur-Saône : Monument de la Défense, 1907[10].
- Combes, forêt des écrivains combattants : Croix de guerre.
- Neuilly-sur-Marne : Monument aux morts.
- Paris :
  - Exposition universelle de 1900 : La Parisienne, 1900, statue sommitale de l'entrée de l'exposition, œuvre disparue[11],[4].
  - Jardin du Luxembourg : Bethsabée.
  - palais de la Légion d'honneur : bas-reliefs ornant la façade.
  - square Boucicaut : Monument à Boucicaut, 1914.
  - square Samuel-de-Champlain : Mur des Révolutions.
  - Boulogne-Billancourt : dans l'ancienne résidence, un musée a été créé qui renferme des œuvres rares et méconnues. Il contient d'innombrables sculptures de Paul Moreau-Vauthier mais aussi de son père Augustin Moreau-Vauthier. Il sera ouvert au public. Son accès se fait par le 10 square Gutenberg (juste devant Roland Garros) 2 bornes existent : la borne célébrant la victoire des alliés et la borne sculptée en l'honneur de l'infanterie de marine que personne ne connaît et qui est exhumée par l'avocat Christian Bettinger.
- Reims, parc de Champagne : Monument aux héros de l'Armée noire, 1924. Le groupe en bronze est déposé par l'occupant allemand en 1940[12]. Une copie en bronze modelée d'après la réplique du monument à Bamako, montée sur un nouveau piédestal par Jean-François Gavoty, est inaugurée au parc de Champagne en 2013.
- Soultz : avec André Vermare, le Monument aux Diables bleus au sommet du Grand Ballon.
- Suippes : Monument aux morts.
- Thonon-les-Bains : Monument aux morts.
- Yvetot : Monument aux morts.

### AuMali
- Bamako : Monument aux héros de l'Armée noire, 1924, réplique du monument rémois.

Œuvres de Paul Moreau-Vauthier
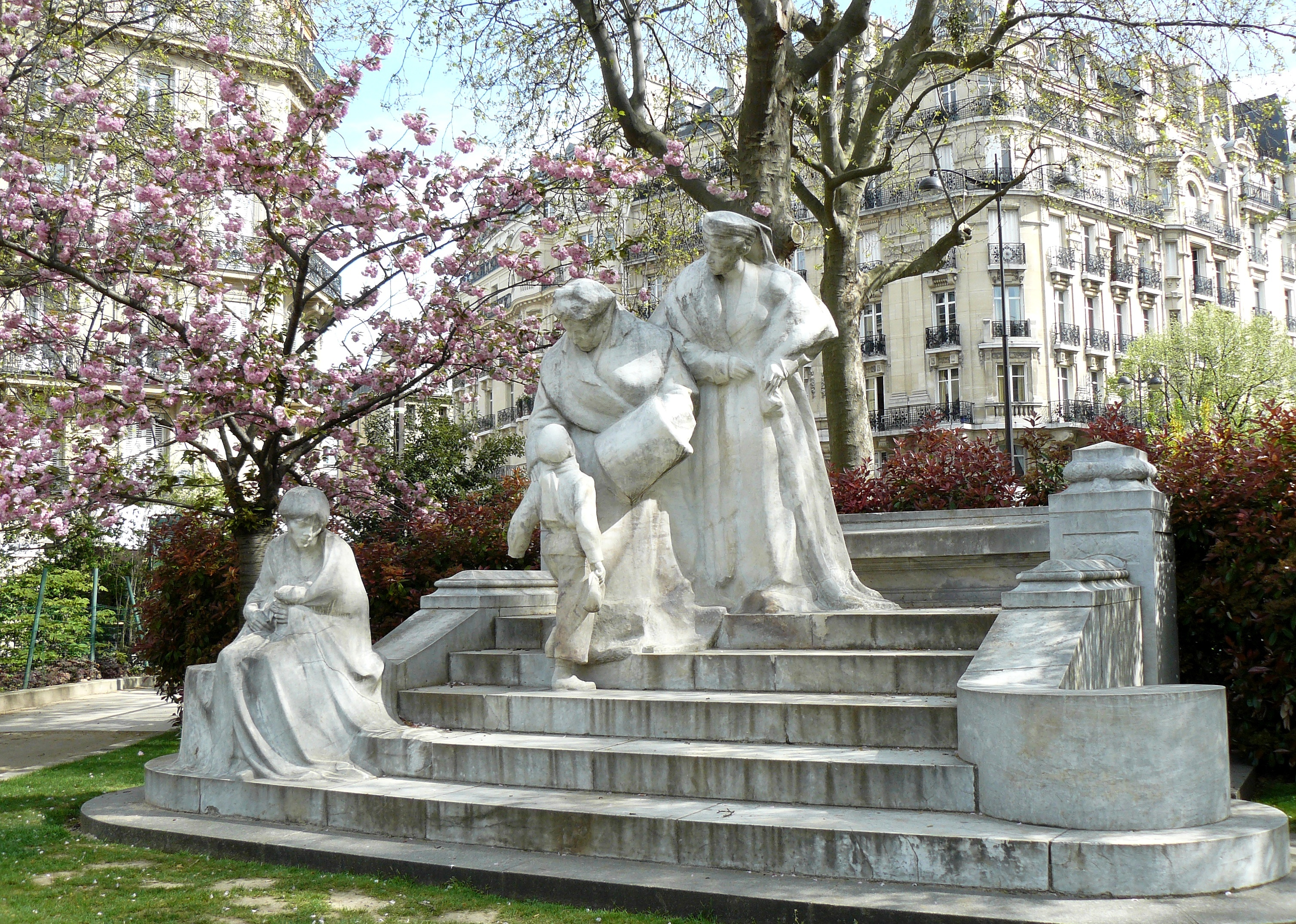
Monument à Boucicaut (1914), Paris, square Boucicaut.
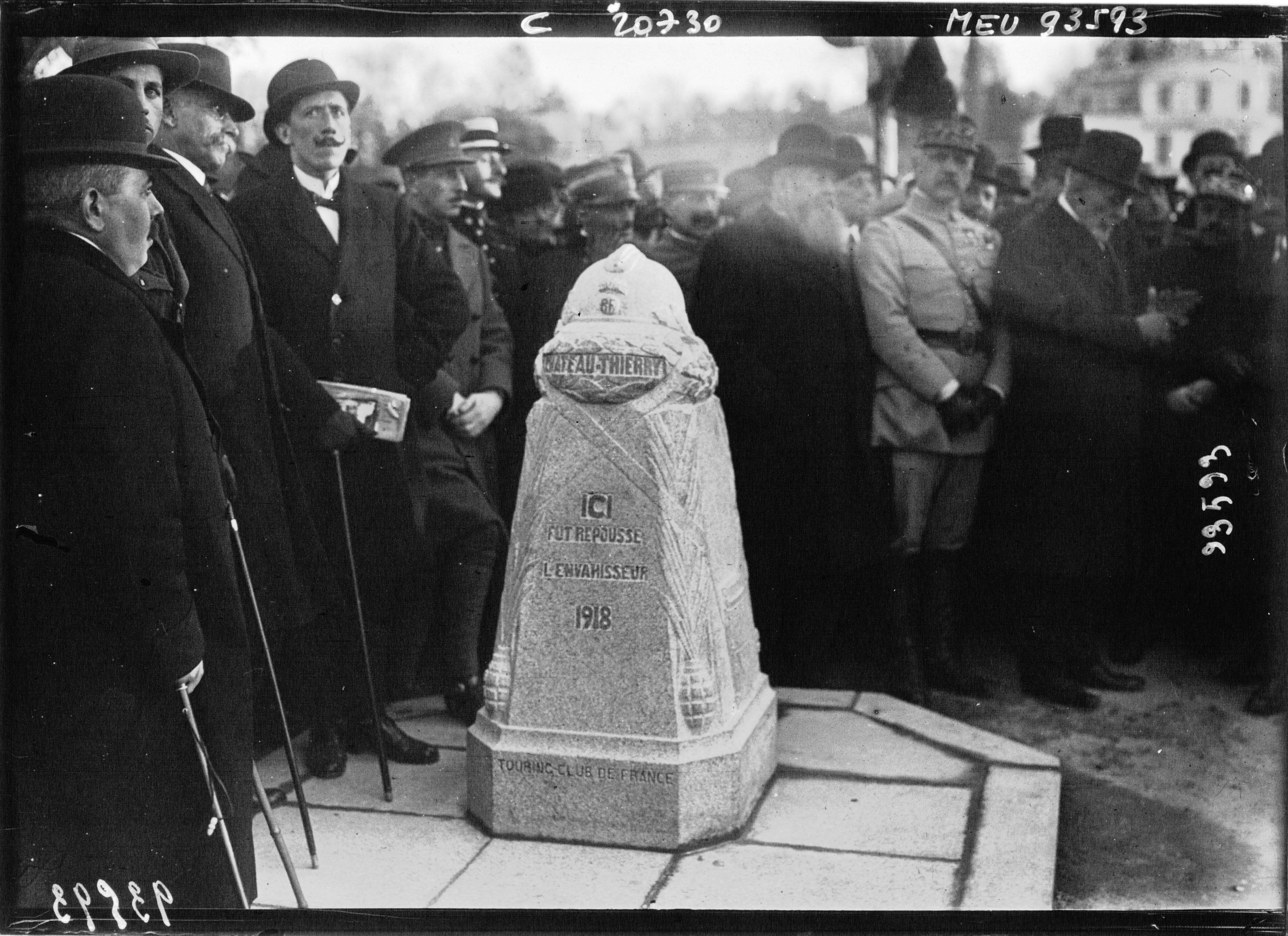
Inauguration à Château-Thierry de la borne marquant l'arrêt de la marche allemande, 10 novembre 1921, Agence Meurisse, BNF.
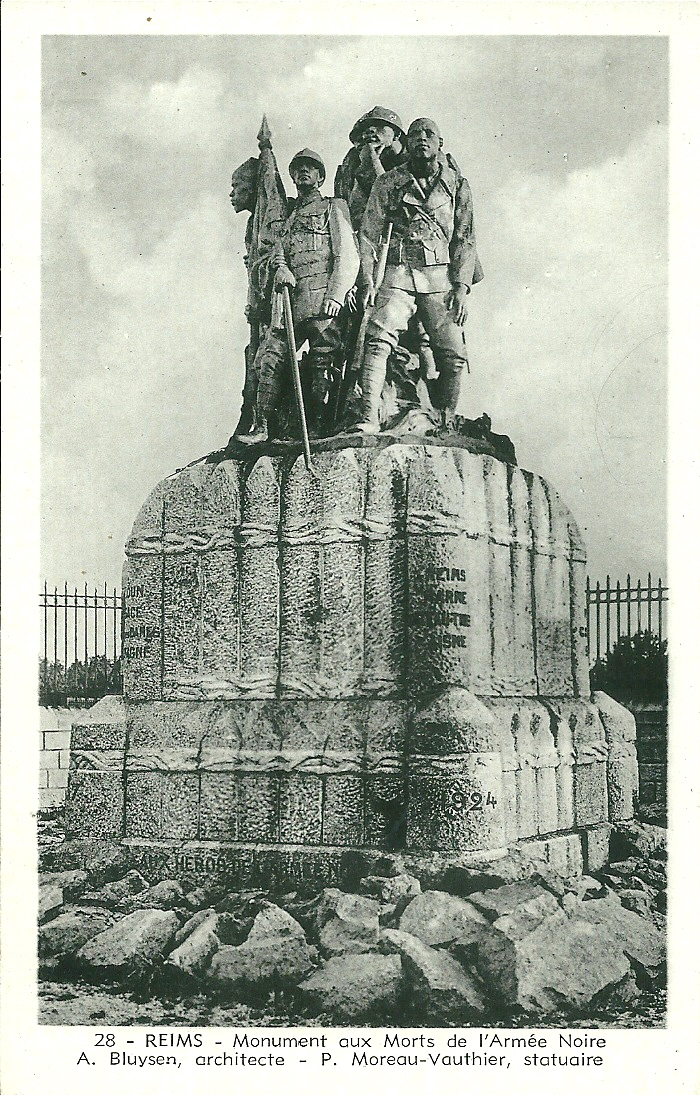
Monument aux héros de l'Armée noire (1924), Reims, parc de Champagne.
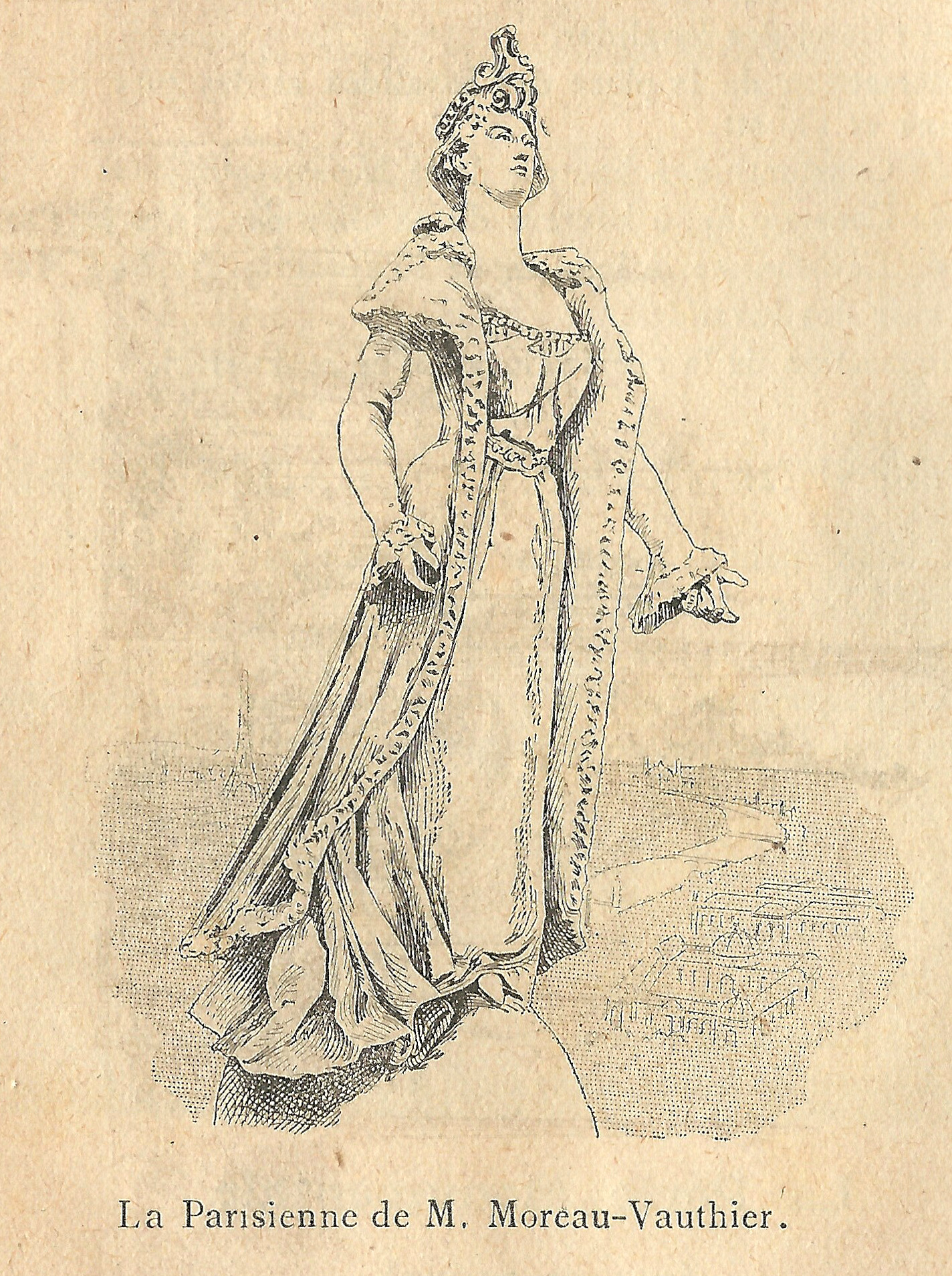
La Parisienne, gravure de la statue, 1900.

## Décorations
Officier de la Légion d'honneur (décret du 4 décembre 1920)

 Croix de guerre 1914–1918, palme de bronze (une citation à l'ordre de l'armée, le 18 juillet 1916)

 Officier de l'Instruction publique (1903)

 Insigne des blessés militaires (1916)

 Chevalier de l'ordre du Mérite agricole (1908)

 Médaille commémorative de la guerre 1914–1918 (1920)